# Monopis dorsistrigella
Monopis dorsistrigella är en fjärilsart som beskrevs av James Brackenridge Clemens 1859. Monopis dorsistrigella ingår i släktet Monopis och familjen äkta malar. Inga underarter finns listade i Catalogue of Life.